# Németh József (matematikus)
Németh József (Orosháza, 1943. november 7. –) matematikus, a Szegedi Tudományegyetem Bolyai Intézetének nyugalmazott egyetemi tanára.

## Életútja

### Tanulmányok, tudományos fokozatai
1962-ben érettségizett az Orosházi Táncsics Mihály Gimnáziumban. 1967-ben szerzett diplomát a József Attila Tudományegyetem matematika-ábrázoló geometria szakos középiskolai tanári szakon. "A Hardy-Littlewood-féle egyenlőtlenség általánosításai" címet viselő doktori disszertációját 1973-ban védte meg. 1978-ban a “Beágyazási tételek és kapcsolatos egyenlőtlenségek” című disszertációjának megvédésével a matematika tudomány kandidátusává vált.

### Szakmai életútja
Az egyetem elvégzése után a JATE Bolyai Intézetébe került gyakornokként, 1968-tól tanársegéd, majd 1973-ban adjunktus lett. Végül 1979 és 2012 között az Analízis Tanszék docense lett.
Oktatói munkája során tartott kurzusokat matematikus, programozó matematikus és matematikatanár szakos hallgatóknak analízisből. Az utóbbi 25 évben főleg a tanárszakosoknak tartott alapozó tárgyakat és a gyakorlatokat felügyelte. Emellett továbbképzéseket, szakköröket vezet és érettségi elnöki szerepet is betölt egy-egy középiskolában.
Sok példa- és feladattár megírásában, szerkesztéségben is kivette a részét. 1985-1987 között az amerikai Columbusban, illetve Kentucky Egyetemen tartott órákat vendégelőadóként.
29 évet töltött a TTIK Kari Tanácsának tagjaként. Ezentúl a Kari Oktatási Bizottságban képviselte a Bolyai Intézetet és a Kari Kredit Bizottság tagja volt.
1995 és 1999 között a Juhász Gyula Tanárképző Főiskola Matematika Tanszékét vezette.

## Szervezeti tagság
- Magyar Tudományos Akadémia[3]
- MTA Matematikai Tudományos Bizottság
- MTA Szegedi Területi Bizottság
- MTA Matematikai Munkabizottság

## Munkássága

### Kutatási terület
A matematikai analízisen belül az egyenlőtlenségek, a Fourier-sorok és a függvények bizonyos strukturális tulajdonságainak vizsgálata.

### Hatással voltak rá
Olyan matematikusok voltak rá hatással, mint Tandori Károly, Rédei László vagy Moór Artúr. Leindler Lászlónál írta a diákköri dolgozatát, a doktori és kandidátusi dolgozatát is. Az egyetemi életútja alatt Szőkefalvi-Nagy Béla és Kalmár László előadási voltak nagy hatással rá, a tanárképzés terén pedig Pintér Lajos volt a támasza.

### Főbb művei
A teljes publikációs lista alapján
Sorozatok, egyváltozós függvények. (Németh Zoltánnal közös műve) Szeged: Polygon Kiadó, 2008.
Az integrálról. (Varga Antallal közösen) Szeged: Polygon Kiadó, 2007.

## Díjak, elismerések
- Oktatásügy Kiváló Dolgozója, 1970
- A JATE Kiváló Oktatója, 1985
- A Magyar Felsőoktatásért Emlékplakett, 1994
- Beke Manó Díj II. Fokozat, 2001
- Apáczai Csere János-díj, 2003
- Pro Universitate díj, 2006
- TTIK Arany Kréta díj, 2011
- Arany Sámli Díj, 2013
- Primus Inter Pares díj, 2019[6]

## Külső hivatkozások
Életrajza a szegedi Matematikus Kislexikonban
ODT adatlapja
Teljes publikációs listája saját honlapján